# Leptothelaira
Leptothelaira är ett släkte av tvåvingar. Leptothelaira ingår i familjen parasitflugor.
Kladogram enligt Catalogue of Life:
| Leptothelaira | \| \| Leptothelaira latistriata \| \| \| \| \| \| Leptothelaira longicaudata \| \| \| \| \| \| Leptothelaira longipennis \| \| \| \| \| \| Leptothelaira meridionalis \| \| \| \| \| \| Leptothelaira orientalis \| \| \| \| |
|               | \| \| Leptothelaira latistriata \| \| \| \| \| \| Leptothelaira longicaudata \| \| \| \| \| \| Leptothelaira longipennis \| \| \| \| \| \| Leptothelaira meridionalis \| \| \| \| \| \| Leptothelaira orientalis \| \| \| \| |
|               | Leptothelaira latistriata |
|               | |
|               | Leptothelaira longicaudata |
|               | |
|               | Leptothelaira longipennis |
|               | |
|               | Leptothelaira meridionalis |
|               | |
|               | Leptothelaira orientalis |
|               | |